# Jacques Bollo
Jacques Bollo, né le 26 octobre 1931 à Monaco, et mort le 31 mai 2013 à Nîmes, est un artiste-peintre Italien.

## Biographie
À 20 ans, à l’occasion d’une exposition à la Biennale de Venise, il découvre sa passion pour la peinture et s’inscrit à l’Académie des beaux-arts de Venise. En 1954, il réalise sa première exposition à Monte-Carlo et en 1956, part à Paris. Invité à Auvers-sur-Oise par Charles Matton, il fréquente l’atelier de La Grande Chaumière, puis l’atelier d’André Lhote et celui de Jean Bertholle.
Dans les années 1960, il réalise un ensemble de paysages de la Riviera, de l’arrière pays de Monaco, Vintimille, marquant son intérêt pour les signes de la vie moderne (grues, usines, ports…). En 1968, lors d’un été à Sardan (Gard), il découvre en peignant des intérieurs ce qu’il va appeler « des perspectives décalées », une perception courbe et éminemment subjective de l’espace qui est l’une
des marques caractéristiques de sa peinture.
En 1972, il expose à la Biennale de Menton, entre Francis Bacon et Graham Sutherland. Tout au long
des années 1970, il dialogue avec les peintres de sa génération, collaborant à diverses tentatives d’affirmation d’un mouvement figuratif à part entière. En juin 1978, il participe à une exposition-manifeste organisée par la galerie Bellint sous le titre De la figuration, aux côtés d’un groupe d’artistes dont François Jousselin, Sam Szafran, Queneau, Thérèse Boucraut….
À partir de 1977, il commence la série des vélos, thème qu’il affectionne particulièrement et qui fera l’objet d’une exposition et d’un livre en 2011 (Les vélos de Bollo, Editions Gaussen). En 2013, il participe avec cinquante peintres italiens et français de renommée internationale à l’exposition Peintres d’aujourd’hui France-Italie à Turin (Italie).
Il meurt à Nîmes le 31 mai 2013 à l’âge de 81 ans

## Expositions

### De son vivant
1954
- Menton, Fête des Citrons.
- Monte-Carlo, Hotel Mirabeau.(*)

1955
- Menton, Salon des Amis des Arts.
- Bordighera (Italie), Galerie Cinque Bettole.

1956
- Paris, Arts Libres.

1957
- Paris, Galerie Lefranc.

1958
- Auvers-sur-Oise, Maison de Van Gogh.

1960
- Paris, Galerie Hoche, Quelques peintres italiens de Paris.

1961
- Ospedaletti (Italie), Galleria Ars  : Exposition en l'honneur des Maîtres Sironi - Migneco -Monachesi.

1962
- Paris, Salon d'Automne.
- Nevers, Exposition de Groupe.

1963
- Paris, Galerie Simone Heller.
- Bordighera (Italie), Premio Bordighera.
- Paris, Galerie Cimaise.

1964
- Milan (Italie), Galleria del Mulino.
- Auvers-sur-Oise, Maison de Van Gogh.
- Apricale (Italie), Exposition de Groupe.
- Paris, « Fédération départementale des Maisons des Jeunes et de la Culture de la Seine ».
- Fontenay-aux-Roses, « M.J.C. ».
- Paris, Galerie Montmorency .

1965
- Paris, Chambre de Commerce Italienne de Paris.(*)
- Venise (Italie), Galleria Internazionale.(*)
- Nice, Jeune Peinture Méditerranéenne.

1966
- Montreuil, « Union des Arts Plastiques ».
- Paris, « Salon des Artistes Français ».
- Poissy, « Salon de la ville de Poissy ».
- Paris, « Terre Latine ».

1967
- Paris, Galerie Knoedler.
- Paris, Salon Comparaison .

1968
- Paris, Galerie échelle 30.
- Szolnok (Hongrie), Damjanich Muzeum.
- Debrecen (Hongrie), Deri Muzeum.
- Budapest (Hongrie), Galerie Nationale Hongroise.
- Paris, Galerie Hupel.

1969
- Paris, Galerie Échelle 30, Exposition Personnelle.(*)
- Paris, Institut Italien de Culture « Peintres et sculpteurs Italiens de France : Rencontre ».
- Fayence, Galerie La Pegere« L'art contemporain dans les collections du Haut Var ».

1970
- Florence (Italie), Bottega d’Arte Maselli, Exposition Personnelle.(*)
- Menton, « VIIIe Biennale Internationale de Peinture ».

1971
- San Remo (Italie), Galeria Beniamino.
- Paris, Galerie Weiller, Jacob ou La Persuasion Volet I.
- Apricale (Italie), Palazzo del Commune, Mostra dei Maestri.
- Liancourt-Saint-Pierre, Jacob ou La Persuasion Volet II.
- Paris, Galerie de Messine, Jacob ou La Persuasion Volet III.

1972
- Paris, Théâtre Le Palace, Jacob ou La Persuasion : Pour une rencontre.
- Paris, Galerie Weiller, Jacob ou La Persuasion Volet IV.
- Menton, « IXe Biennale Internationale de Peinture ».
- Marly-le-Roi, Institut National d’Éducation Populaire, Jacob ou La Persuasion : Nous vivons avec.
- Alençon, Galerie de la Halle au blé, Aspect de l'Art Actuel.

1972/1973
- Londres (Grande-Bretagne), Bertrand Russell Centenary International Art Exhibition and Sale.

1973
- Milan (Italie), Galleria delle Ore Premio del disegno.
- Paris, Galerie Weiller, Exposition Personnelle.(*)
- Bologne, Galeria d'arte Due Torri, Pittori Italiani di Francia.
- Paris, Galerie Weiller, Accrochage - Projeté - Réalisé.

1974
- Paris, Théâtre Le Palace, Jacob ou La Persuasion : Non Stop.
- Angoulême, « Biennale de la gravure ».

1975
- Exposition itinérante à travers la France, 30 Créateurs d’Aujourd’hui.
- Paris, Galerie Weiller, Exposition Personnelle.(*)

1976  
- Paris, Galerie d'Agathe Bluet L55 , « Jacob ou La Persuasion : Si tu es tu es ».
- Avalon,  Musée de l’Avallonnais, « Dessin : Bollo-Brechand-Thérèse Boucraut- Couchat ».
- Paris, « XXXe Salon des Réalités Nouvelles ».

1977
- Angoulême, « Biennale de la gravure ».
- Paris, MJC-Les hauts de Belleville, Dessin : Bollo - Brechand - Thérèse Boucraut - Couchat.
- Billom, « L'Art dans la Ville ».
- Avalon, Galerie 89, « Dessin : Bollo - Brechand - Thérèse Boucraut - Couchat ».

1978
- Bayeux, Musée Baron Gérard, « IXe Salon de la Gravure Originale ».
- Paris, Galerie Bellint, De la Figuration.
- Paris, Foire Internationale d'Art Contemporain (FIAC 78) « Stand Galerie Spiess ».

1979
- Osaka (Japon), Hankyu, « Aventure poétique de Bommard à nos jours ».
- Paris, Galerie Weiller, « Exposition Personnelle ».(*)
- Alençon, « Peinture Contemporaine Italienne ».

1980
- Paris, Galerie Jean-Pierre Mouton, « Exposition Personnelle ».(*)
- Nîmes, « L’Art en Occitanie Aujourd’hui ».
- Torcy (Marne-la-Vallée), « Rencontre d'Artistes ».
- Paris, Galerie Jean Peyrole.

1981
- Nîmes,  « L’Art Occitan d’Aujourd’hui ».

1982
- Montrouge, 1er Contre Salon de Montrouge.

1983
- Paris, 2e Contre Salon de Montrouge.
- Paris, MJC-Les Hauts de Belleville, Texte de Gérard Xuriguera.
- Paris, Galerie Sculpture, « 4 Peintres au Quotidien, Bollo - Brechand - Boucraut - Feinsten ».

1984
- Londres, Foire Exposition, « Stand Galerie Sculpture »..
- Champ-sur-Marne « Artistes de Champ-sur-Marne ».

1985
- Noisy-le-Grand, Exposition « Exposition Régionale d'Art Plastique : Le Sport ».
- Paris, Vente Militante en soutien à la revue Manifeste.

1986
- Clamart, Le Sport vu par les Artistes.
- Saint Mamert, Premier Carrefour d’Auteurs et Exposants Régionaux.

1987
- Sérignac, Exposition au Mas de Sérignac : Bollo-Brudieu-Chattaway-Mathigot-Robin.
- Paris, Galerie J.Peyrole, Un certain réalisme : Beghin-Bollo-Couchat.

1988
- Bologne (Italie), Galerie GP Nadalini, Arteferia.
- Nîmes, Chapelle de la Salamandre, Bollo-Mathigot-Chattaway.
- Paris, Galerie J. Peyrole « Exposition Personnelle ».(*)
- Plaisir, Chateau de Plaisir « Peinture Abstraite et Peinture Figurative Contemporaine ».
- Quissac, Foyer Socio-Culturel, Exposition des œuvres : Peinture-Dessin-Sculpture.

1989
- Brissac, Galerie du Moulin Neuf .
- Montpellier, Château d’Ô, 89 Artistes pour la révolution.
- Sommières, Chapelle de l’Ancien Collège.(*)
- Paris, Galerie J. Peyrole, Voir et Revoir.
- La Calmette, Hommage à Jacques Brel.

1990
- Nîmes, Espace Gard, Images de Brel.
- Cournonterral, Office Culturel, Le Réel et sa Représentation.
- Sauve, XXe Salon Languedocien.

1991
- Lunel, Salle Feuillade.(*)
- Paris, Espace Belleville, Figurations Contemporaines.

1992
- Vérone (Italie), Officine d’Art, Jumelage d’Art des deux villes : 11 Peintres de Nîmes à  Vérone.
- Pont du Gard, Exposition en Plein Air.
- Paris, Galerie J. Peyrole, Jacques Bollo – Michel Couchat.
- Sommières, Expo de Groupe.

1994
- Uchaud, Temple, Les Vélos de Bollo.(*)
- Nîmes, Chapelle de la Salamandre, Le Réalisme de Bollo.(*)
- Lunel, Espace Louis Feuillade, Art Vivant en Languedoc.
- Quissac, Vallée du Vidourle, Peinture et Sculpture Moyenne.
- Monoblet, Temple, Conviv’Art.

1995
- Saint Martin de Valgalgues, Art Vivant en Languedoc.
- Quissac + Serignac, L'Ecole de Serignac : Ancel-Bollo-Brudieu-Maggiani-Mathigot-Rival.

1996
- Nîmes, Espace Gard, État des lieux : Le collectif Août 95.
- Nîmes, Chapelle des jésuites, 70 Peintres.
- Montpellier, Hôtel de région, Art Vivant en Languedoc.

1997
- Nîmes, Galerie des Arènes, Peintures de 1960 à 1996.(*)
- Sète, Théâtre de la Mer, Conviv’Art Cévennes.
- Paris, La Capitale Galerie, Petits formats.

1998
- Paris, La Capitale Galerie, 29 Artistes, Peintures et Sculptures.
- Nîmes, Espace Gard, L’École de Serignac : Ancel-Bollo-Brudieu-Maggiani-Mathigot-Rival.

1999
- Nîmes, Galerie des Arènes, Petits formats.

2000
- Nîmes, Chapelle des Jésuites, Souvenir d’Atelier.

2002
- Sommières, Office de Tourisme, Les Nord du Sud.

2003
- Le Pont-de-Montvert, Mas Méjean, Rebelles – Peintre Gardois.
- Sommières, Espace Lawrence Durrell, Jacques Bollo. (*)
- Sommières, Espace Lawrence Durrell, Inauguration du Parcours artistique de Jacqueline Salmon et de Jacques Bollo.
- Nîmes, Galerie des Arènes, Nemausus, Le dessin de Jacques Bollo y est retiré (censuré) par la mairie de Nîmes, s'ensuit une procédure.

2004
- Nîmes, Chapelle des Jésuites, Manifestations Commémoratives Pablo Neruda.
- Apricale (Italie), Colletiva.

2005
- Nîmes, Galerie de La Salamandre, « Le Collectif ».

2006
- Paris, Crédit Municipal de Paris, 50 ans de dessin.
- Sommières, La Bistoure, De Père en Fil, Jacques Bollo Peintre, Ludovic Bollo Photographe.

2007
- Sommières, La Bistoure, Les Artistes inondent La Bistoure.

2009
- Calvisson, Le Gard vu par les Peintres par Frédéric Gaussen.

2011
- Calvisson, Les Vélos de Bollo. (*)

2012
- Sommières, Espace Lawrence Durrell, Les Vélos de Bollo. (*)

2013
- Turin (Italie), Palazzina Promotrice delle Belle Arti, Peintres d' Aujourd'hui France-Italie.

(*) : Expositions Personnelles

### Posthumes
2015
- Sommières, Espace Lawrence Durrell, Objets de peinture.(*)

2018
- Paris, Paul Smith Bd Raspail, Vélos.(*)
- Trie-sur-Baïse, Atelier Résidence de Trie (ARTRIE), Off Course.

2019
- Calvisson, Médiathèque, « Paris/le Gard, allers-retours ».(*)

2019/2020
- Apricale (Italie), Castello della Lucertola, « Gli anni liguri (Les années liguriennes)/1960-1975 ».(*)

2020
- Isolabona (Italie), Casa Doria, « Gli anni liguri (Les années liguriennes) /1960-1975 ».(*)

2021
- Sommières, La Taillade, « Annie (par) BOLLO ».(*)

2023
- Sommières, La Taillade, « GEOMETRISEZ ! GEOMETRISEZ !  ».(*)

(*) : Expositions Personnelles

## Collections
- Achat de l’état français en 1972 : Centre National des Arts Plastiques (Collection du Ministère de l’Éducation Nationale) : La bibliothèque / vers 1969
- The Louis-Dreyfus Family Collection (Mount Kisco, New York, USA) : La poupée (Dessin) / vers 1970
- La Contemporaine/BDIC (Nanterre) : Le peuple Vietnamien vaincra / projet d'affiche (Dessin) / fin des années 60, début des années 70
- Musée Carnavalet (Paris) : Construction du Périphérique / Vers 1966-1967

## Œuvres

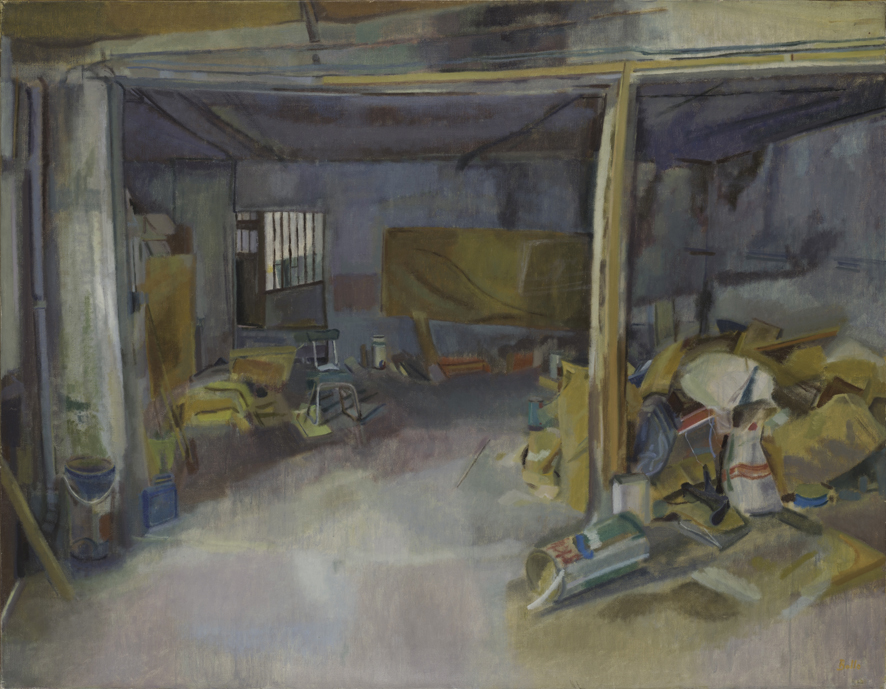
Le squat de MénilmontantParis - 1979
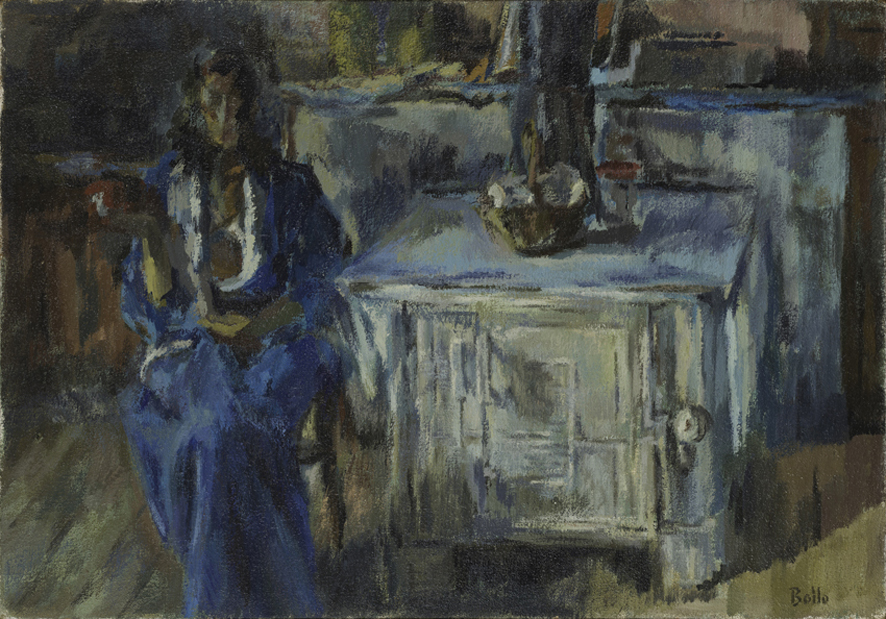
Annie en bleuVillefranche de Rouergue - 1961
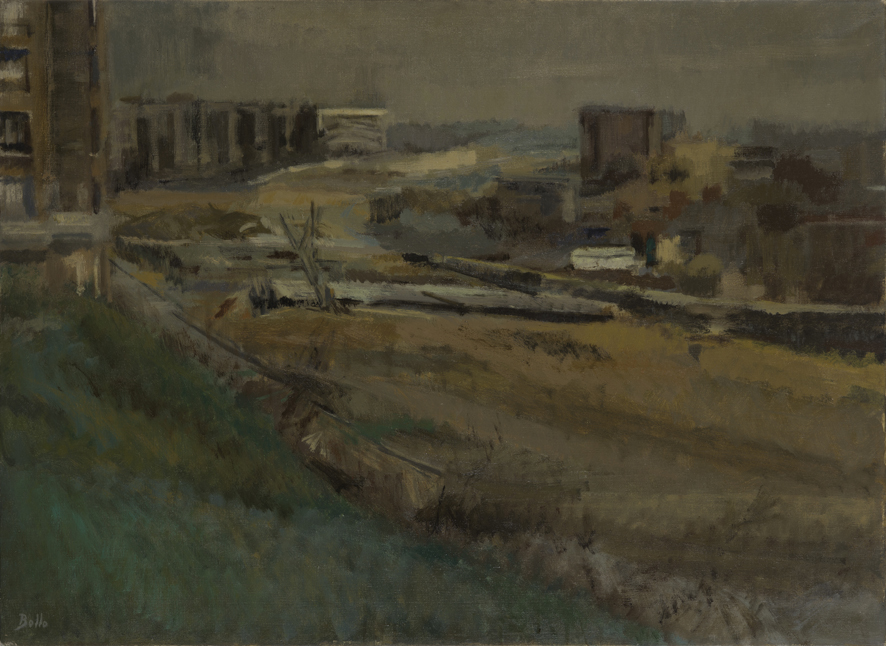
Construction du PeripheriqueParis - Vers 1966/1967
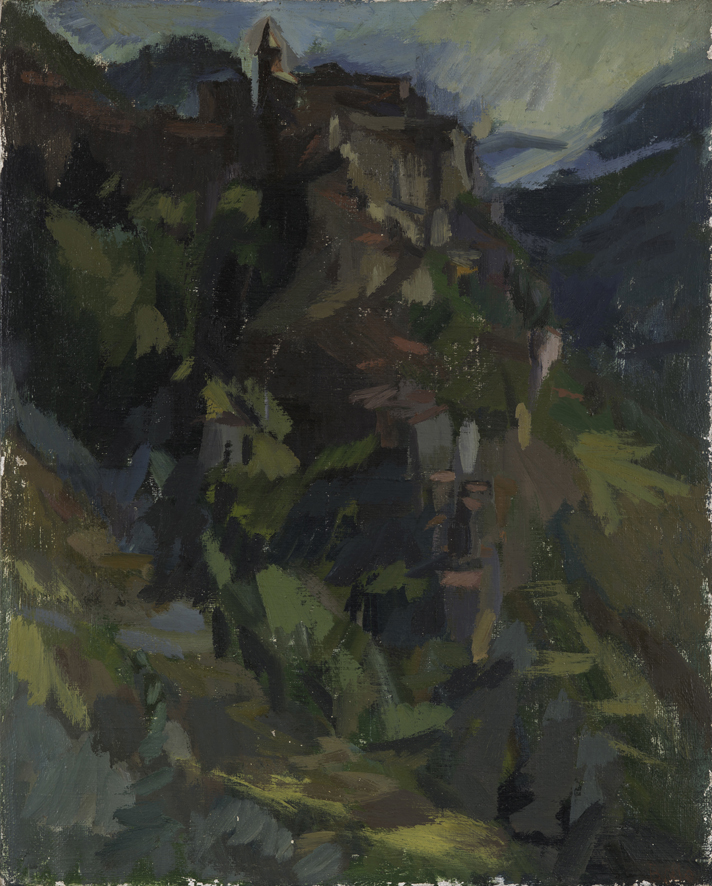
Apricale (Italie) - 1961
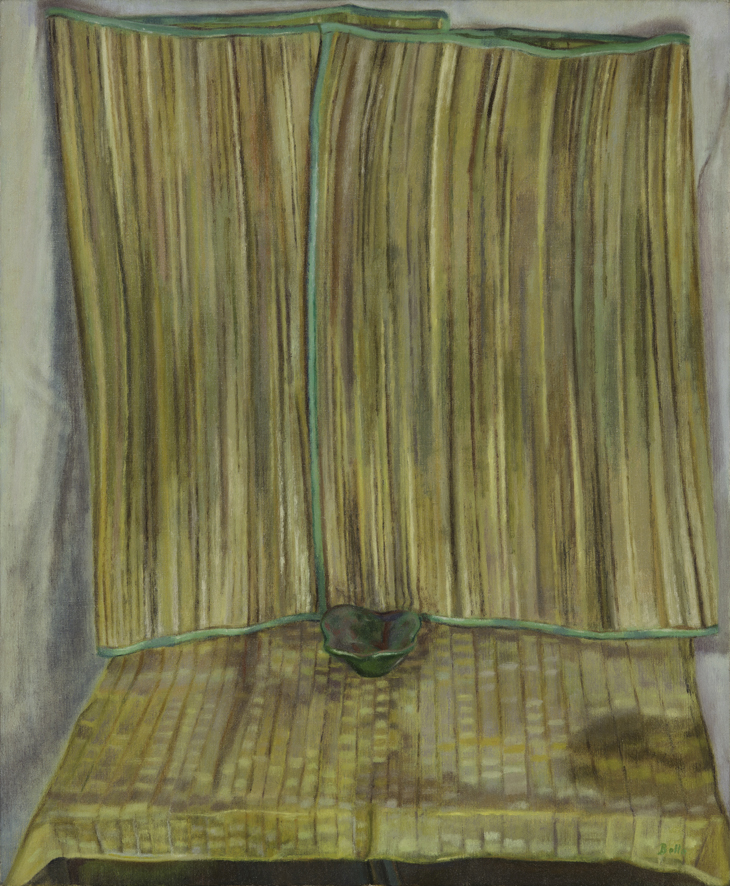
La RabanneParis - 1971
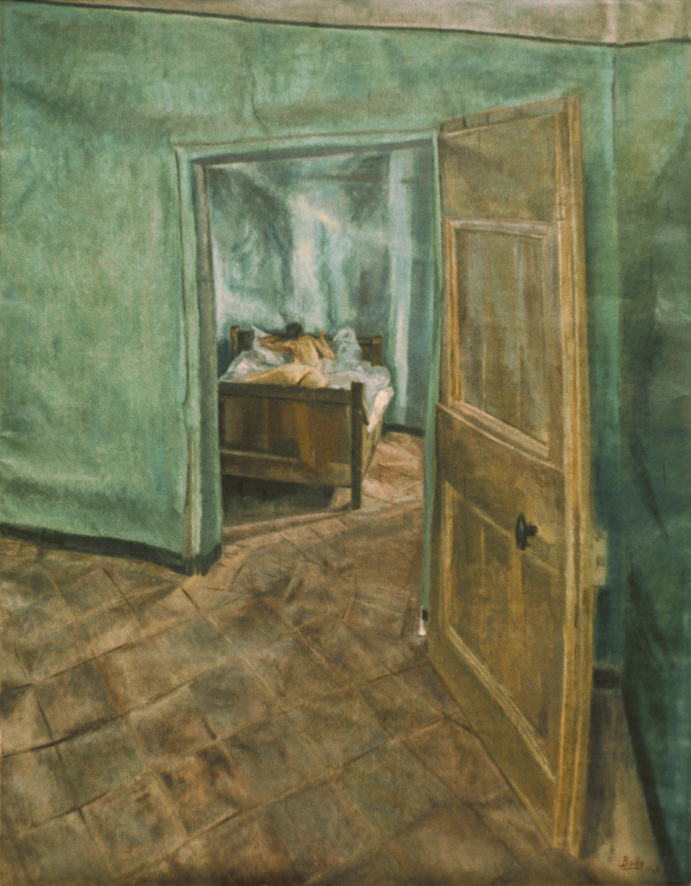
Le LitSardan (Gard) - 1967

### Télévision
- juillet 1969, L'amour de l'art no 395, chronique d'Adam Saulnier : Bollo - L’Échelle 30 - 30 rue Nollet, Paris, interview de Janine Opportune.
- 1974 : apparait dans le rôle de Claude Monet pour la série télévisée de Max-Pol Fouchet : L'impressionnisme : l'aventure de la lumière, épisode Claude Monet : La bataille de l’impressionnisme, réalisation : Gérard Pignol.